# مارسيلو كوتافافا
مارسيلو كوتافافا (بالإيطالية: Marcello Cottafava)‏ (8 سبتمبر 1977 بجنوة في إيطاليا - ) هو لاعب كرة قدم إيطالي في مركز الدفاع. لعب مع نادي تريستينا ونادي تريفيزو ونادي سامبدوريا ونادي سبال ونادي ليتشي ونادي ليكو ولاتينا كالتشيو ونادي غوبيو وGiulianova Calcio ‏ ونادي سارونو 1910 ‏ وكارسو كالتشيو ‏.